# Kadaba, Pandavapura
Kadaba là một làng thuộc tehsil Pandavapura, huyện Mandya, bang Karnataka, Ấn Độ.